# Erigorgus yasumatsui
Erigorgus yasumatsui är en stekelart som först beskrevs av Tohru Uchida 1952.  Erigorgus yasumatsui ingår i släktet Erigorgus och familjen brokparasitsteklar. Inga underarter finns listade i Catalogue of Life.